# Edifício Octávio Meyer

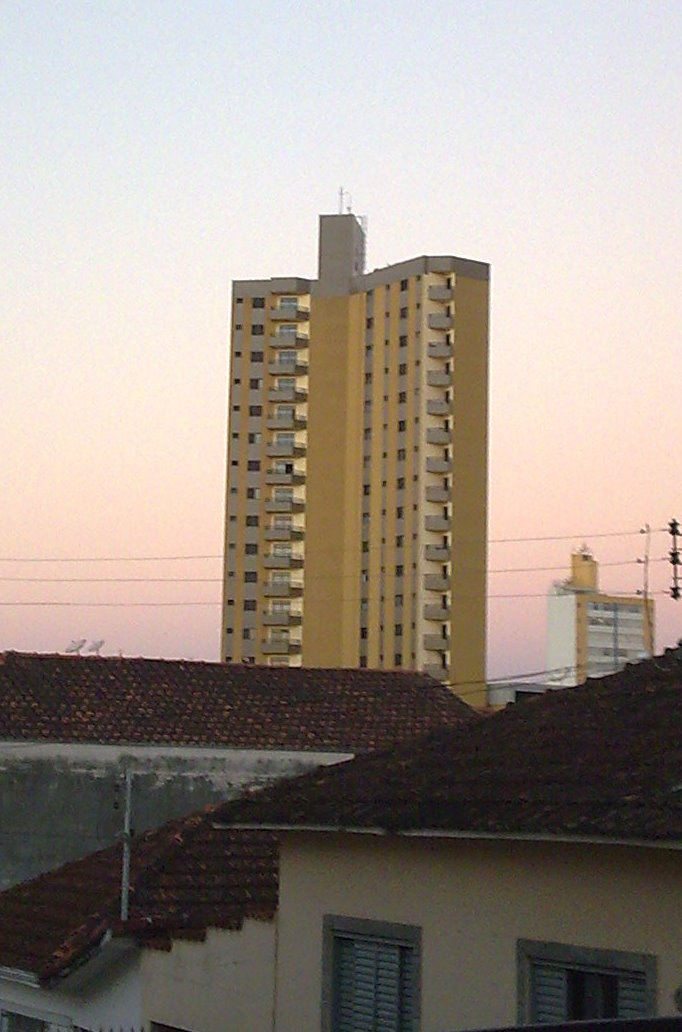
Edifício Octávio Meyer

Das Edifício Octávio Meyer ist ein Hochhaus im Zentrum der brasilianischen Stadt Pouso Alegre (Minas Gerais). Mit einer Höhe von 70 Metern und zwanzig Stockwerken ist es das höchste Gebäude der Stadt. Es wurde ab 1992 nach Plänen des Architekturbüros Sotegel Engernharia errichtet. Aufgrund von Finanzierungsproblemen wurde es aber erst 2004 eingeweiht. Die Baukosten beliefen sich auf 6.528.900 R$.
Koordinaten: 22° 13′ 48″ S, 45° 56′ 18″ W